# Dariusz Pawlak
Dariusz Alfred Pawlak – polski naukowiec, diagnosta laboratoryjny, farmakolog i toksykolog, profesor nauk medycznych.

## Życiorys
W 1988 ukończył analitykę medyczną na Akademii Medycznej w Białymstoku. Zaraz po studiach rozpoczął pracę w Zakładzie Farmakodynamiki AMB. W 1991 pod kierunkiem prof. Włodzimierza Buczko obronił pracę doktorską "Badania nad mechanizmem działania aldehydu octowego na układ krążenia szczura" uzyskując stopień naukowy doktora nauk medycznych. W  2004 na podstawie osiągnięć naukowych i złożonej rozprawy "Obwodowy układ kinureninowy w przewlekłej niewydolności nerek" otrzymał stopień naukowy doktora habilitowanego. W 2009 uzyskał tytuł profesora nauk medycznych.
Do 2007 pracował w Zakładzie Farmakodynamiki AMB. Od 2008 zatrudniony w Katedrze Podstawowych Nauk Medycznych Uniwersytetu Warmińsko-Mazurskiego w Olsztynie. Od 2010 do 2012 kierownik Katedry Farmakologii i Toksykologii UWM. Do 2012 kierownik Zakładu (wcześniej Samodzielnej Pracowni) Farmakoterapii Monitorowanej UMB. Od 2012 kierownik Zakładu Farmakodynamiki UMB. Od 2016 zatrudniony na stanowisku profesora wizytującego w Katedrze Farmakologii i Toksykologii UWM. Zarejestrowany w Krajowym Rejestrze Toksykologów Polskiego Towarzystwa Toksykologicznego.
Odznaczony Srebrnym Krzyżem Zasługi (2004).
Prywatnie mąż profesor Krystyny Pawlak